# Reuven Rivlin

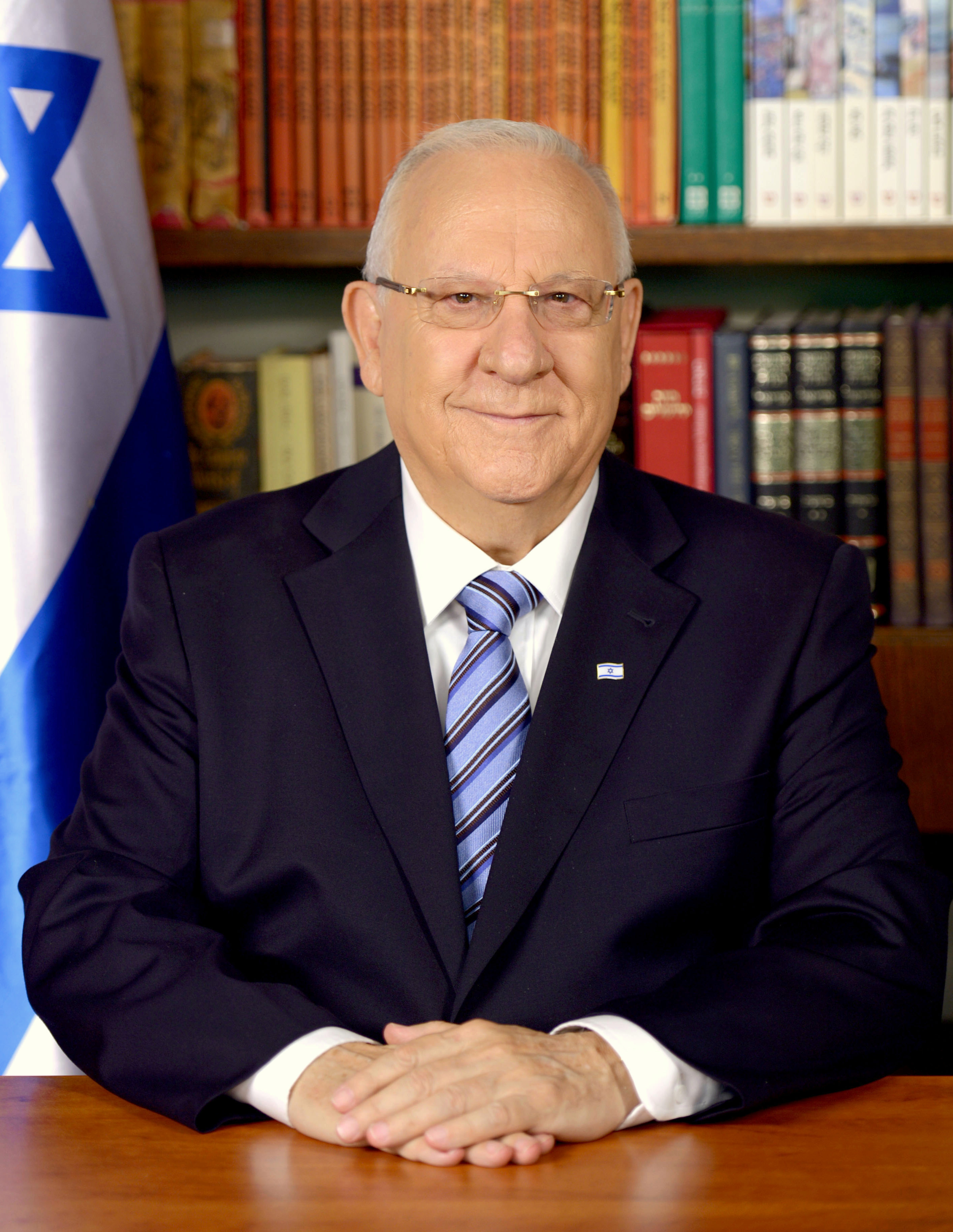
Reuven Rivlin (2014)

Reuven „Ruvi“ Rivlin (hebräisch רְאוּבֵן רִיבְלִין, [ʁeʔuˈven ʁivˈlin] ; geb. am 9. September 1939 in Jerusalem, Völkerbundsmandat für Palästina) ist ein israelischer Jurist und Politiker des Likud. Rivlin war von 2001 bis 2003 Minister für Kommunikation und von 2003 bis 2006 und erneut von 2009 bis 2013 Sprecher der Knesset.  Am 10. Juni 2014 wurde er von der Knesset als Nachfolger von Schimon Peres zum zehnten Staatspräsidenten Israels gewählt und trat das Amt am 24. Juli 2014 an. Seine Amtszeit endete am 9. Juli 2021, dann wurde er von Jitzchak Herzog abgelöst.

## Leben
Rivlin ist ein Sohn des Orientalisten Yosef Yo’el Rivlin (* 11. Oktober 1889; † 15. April 1971). Er studierte Rechtswissenschaften an der Hebräischen Universität in Jerusalem und praktizierte viele Jahre als Rechtsanwalt.  Er war mit Nechama Rivlin (* 5. Juni 1945; † 4. Juni 2019) verheiratet und hat mit ihr vier Kinder. Seit den 1970er Jahren ist er Vegetarier und spricht fließend Arabisch.

## Politik
Rivlin war von 1978 bis 1983 Mitglied des Gemeinderates von Jerusalem. Er wurde erstmals im Jahre 1988 in die Knesset gewählt. Von 1988 bis 1993 war er Vorsitzender des Likud. Er verlor seinen Parlamentssitz 1992, zog aber vier Jahre später wieder in die Knesset ein. Ariel Scharon berief ihn zum Minister für Kommunikation. 2003 wurde er Parlamentspräsident, ein Amt, das er zunächst bis 2006 innehatte. Während seiner Amtszeit wurde Rivlin vorgeworfen, er lasse die nötige Neutralität vermissen. Er profilierte sich als scharfer Kritiker des einseitigen Abkoppelungsplans, der Israels Rückzug aus dem Gazastreifen enthielt.
2007 trat Rivlin als Kandidat des Likuds zur Präsidentschaftswahl an. Allerdings zog er seine Bewerbung nach dem ersten Wahlgang zurück, als deutlich wurde, dass Schimon Peres von der Kadima eine Mehrheit gewinnen würde. 2009 wurde er erneut zum Parlamentspräsidenten gewählt und übte dieses Amt bis 2013 aus.
Am 6. September 2017 besuchte Rivlin das frühere KZ Dachau, wo er gemeinsam mit dem deutschen Bundespräsidenten Frank-Walter Steinmeier und dem bayerischen Ministerpräsidenten Horst Seehofer einen Kranz niederlegte und das Kaddisch sprach. Am nächsten Tag traf er mit Bundeskanzlerin Angela Merkel zusammen. 75 Jahre nach der Befreiung des Vernichtungslager KZ Auschwitz-Birkenau nahm er an der Gedenkstunde zum Tag des Gedenkens an die Opfer des Nationalsozialismus im Deutschen Bundestag teil.

## Positionen
Rivlin lehnt eine Zweistaatenlösung ab. Er bevorzugt eine Partnerschaft von Juden und Arabern in einem Staat. Im Mai 2015 wurde berichtet, ihm schwebe eine Föderation mit den Palästinensern vor. Er spreche sich auch für offene Grenzen aus, ohne die es keinen Frieden geben werde. Das Verhältnis zu Deutschland bezeichne er als freundschaftlich, in der Beziehung zu Deutschland dürfe aber die Vergangenheit niemals vergessen werden.
Im Sommer 2014 verfasste Rivlin gemeinsam mit seinem Amtsvorgänger Schimon Peres einen Kommentar für die Tageszeitung Jediot Achronot, in dem er die Entführung und Ermordung dreier israelischer Jugendlicher und eines palästinensischen Jungen anprangerte: „Wir können uns dem wilden und brutalen Terror von Muslimen und Juden beugen – oder ihm in jeder Hinsicht ein Ende bereiten.“

## Auszeichnungen
- Die Yonsei University in Seoul hat ihm am 16. Juli 2019 die Ehrendoktorwürde der Rechtswissenschaften verliehen.[10]
- Der Jüdische Weltkongress zeichnete ihn 2022 mit dem Theodor-Herzl-Preis aus.[11]